# 1,4-thiazepine
1,4-thiazepine is een heterocyclische organische verbinding met als brutoformule C5H5NS. De structuur bestaat uit een onverzadigde zevenring, waarbij koolstofatoom 1 en 4 zijn vervangen door een stikstof-, respectievelijk zwavelatoom.
Diltiazem, een antihypertensivum, bevat een gehydrogeneerde variant van 1,4-thiazepine. Quetiapine, een antipsychoticum, bevat ook 1,4-thiazepine-structuur.